# Raymondville, Texas
Raymondville là một thành phố thuộc quận Willacy, tiểu bang Texas, Hoa Kỳ. Năm 2010, dân số của xã này là 11284 người.

## Dân số
- Dân số năm 2000: 9733 người.
- Dân số năm 2010: 11284 người.